# Вэнь Тун
Вэнь Тун (кит. 文同, пиньинь Wén Tóng; второе имя — Юй Кэ; 1019—1079) — китайский художник, каллиграф и поэт.

## Биография
Современник Вэнь Туна, критик и теоретик живописи Го Жосюй в своих «Записках о живописи» сообщает: 

«Вэнь Тун, второе имя Юйкэ, родом из Юнтая в Цзидуне. Ныне служит юаньвайланом в Управлении почётных титулов, и цзяоли в Тайных палатах, прекрасно пишет бамбук тушью, (передавая) вид дрожащего от холода и безмолвного (бамбука), изображая тонкость его красоты, так что кажется, что он может зашевелиться от дуновения ветра… Кроме того, он любил рисовать сухие ветки и молодую поросль у старых стволов на белой ширме или высокой стене. Его стиль прост и возвышен, знатоки любят (его картины) как драгоценности…»
Вэнь Тун был образованным и весьма своеобразным человеком. В 1049 году, в возрасте 13 лет он выдержал государственные экзамены, и получил высшую степень — цзиньши. Ему предложили пост губернатора в Хучжоу, где он и прожил большую часть жизни. Как многие образованные и талантливые администраторы на досуге он предавался возвышенным занятиям — живописи, каллиграфии и поэзии. Китайская традиция считает Вэнь Туна основателем особого живописного стиля — монохромного изображения бамбука. По одной версии, до него бамбук изображали, обрисовывая контур и раскрашивая. По другой версии монохромная живопись бамбука существовала ещё в эпоху Тан, а первым мастером, писавшим бамбук одной чёрной тушью был У Даоцзы. Однако произведения той поры до нас не дошли. Вэнь Тун, основываясь на приёмах каллиграфической скорописи, создал совершенно иной стиль — картина буквально «писалась» тушью — быстро и безукоризненно, как надпись хорошего каллиграфа.
Сосредоточенность Вэнь Туна на изображении бамбука вошла в легенду. Предание гласит, что мастер много лет ходил в бамбуковую рощу, наблюдая, как растет бамбук, как он выглядит летом, осенью, зимой и весной. В конце концов, он обсадил бамбуком свой дом, чтобы пребывать среди «своих друзей» постоянно. Бамбук в китайской традиции является символом благородства, крепости духа и гибкости; этой символикой объясняется интерес к нему интеллектуалов сунской поры.
Другое предание сообщает, что для обучения скорописи мастер десять лет наблюдал за борьбой двух змей, чтобы тренировать свободу и быстроту реакции руки, необходимые для передачи тончайших движений души.
Вэнь Тун дружил с известным литератором и художником Су Ши, который не просто оставил о нём восторженные отзывы, но посвятил ему отдельное сочинение «Записки о живописи бамбука художника Вэнь Юйкэ». Судя по описаниям Су Ши, метод живописи Вэнь Туна более походил на шаманский транс: «Когда Юйкэ писал бамбук, он видел лишь его и больше ничего, в своей полной отрешенности он словно покидал своё бренное тело, вернее, оно как бы становилось бамбуком. Без усилий из-под его кисти выходило необычайное. После Чжуан Чжоу с его утратой чувства реальности, кто ещё, кроме Юйкэ, познал подобную душевную сосредоточенность?». А в другом месте Су Ши приводит такую зарисовку с натуры: "Когда Юйкэ создавал бамбук, сначала он, казалось, не обращал на него внимания. А люди со всех четырёх сторон с кусками наитончайшего шёлка в руках, толпясь у ворот его дома, упрашивали скорее начать рисовать. И тогда Юйкэ гневался, хватал кусок шёлка, бросал его наземь и кричал: «Я употреблю ваш шёлк на чулки!». Художнику с помощью какой-то самобытной психотехники необходимо было достичь особого состояния, в котором он только и мог творить; помехи на этом пути приводили его в ярость. Существует предание, что в этом состоянии он мог, взяв в обе руки по кисти, писать сразу два разных изображения бамбука. Свои произведения он не ценил, часто просто бросал их и денег за них никогда не брал.
Су Ши был почти на двадцать лет моложе Вэнь Туна, однако их объединяла общность взглядов на многие проблемы. Несколько позднее к их компании присоединился Ми Фэй (Ми Фу). Три этих художника в позднейшей традиции стали корифеями «вэньжэньхуа» — «живописи интеллектуалов», особой разновидности искусства, свободной от академических канонов.
Вэнь Туна также иногда именуют главой «хучжоуской школы бамбука», поскольку его манера изображения этого растения имела долгое эхо, и продолжилась в эпоху Юань в творчестве таких художников, как Чжао Мэнфу, Ли Кань, Гао Кэгун, и Кэ Цзюсы.

## Отражение в языке
В китайском языке есть чэнъюй «с выращенным на груди бамбуком» (кит. 胸有成竹 или кит. 成竹在胸), образно означающий, что перед делом надо его хорошенько обдумать. Он происходит из стихотворения Чао Бучжи эпохи империи Сун, где сказано: «Юй Кэ имел в груди выращенный бамбук, когда рисовал его» (кит. 与可画竹时，胸中有成竹). Здесь Юй Кэ — второе имя Вэнь Туна.